# Circle Chart
Circle Chart (en hangul, 써클차트; romanización revisada, Sseokeul-chateu), conocida anteriormente como Gaon Music Chart o Gaon Chart (en hangul, 가온차트; romanización revisada, Gaon-chateu), es un registro gráfico que tabula la popularidad semanal relativa de canciones y álbumes en Corea del Sur. Es producido por la Asociación de Industria de Contenidos Musicales de Corea y patrocinado por el Ministerio de Cultura, Deportes y Turismo surcoreano. Se lanzó en 2010 y es la única lista musical reconocida en Corea del Sur.

## Historia

Logo de Gaon

La Asociación de Industria de Contenidos Musicales de Corea, bajo patrocinio del Ministerio de Cultura, Deportes y Turismo surcoreano, lanzó Gaon Chart en febrero de 2010 con el objetivo de crear un gráfico nacional similar a las listas de Billboard de los Estados Unidos y las listas de Oricon en Japón. Eligieron la palabra gaon, que significa «mitad» o «centro» en coreano, para representar justicia y confiabilidad. La lista comenzó el seguimiento de las ventas a inicios de ese año.
Se publicó oficialmente con una ceremonia de lanzamiento celebrada el 23 de febrero en el hotel Westin Chosun de Seúl. El lanzamiento también incluyó una pequeña ceremonia de entrega de premios, donde se reconoció al grupo femenino Girls' Generation como el mejor artista de enero y se le otorgó al grupo masculino Super Junior el premio al mejor álbum de 2009. Además, el sencillo «We Fell In Love», interpretado por Jo Kwon de 2AM y Ga-in de Brown Eyed Girls, ganó en la categoría de mejor tono de móvil de la semana.
En febrero del 2011, Gaon publicó información sobre las ventas de álbumes en línea y físicos del 2010, incluyendo un desglose detallado de los datos de las ventas en línea. Esta fue la primera vez que las ventas de discos físicos fueron revelados desde 2008 cuando la Asociación de la Industria Musical de Corea dejó de recopilar datos.
El 7 de julio de 2022, Gaon Chart se relanzó como Circle Chart. Se introdujo una nueva lista, Global K-pop Chart, y se mantuvo el resto de conteos. Los Gaon Chart Music Awards también se renombraron a Circle Chart Awards.

## Lista musicales

### Canciones
| Título             | Tipo                                     | Número de posiciones | Metodología                                                                                                |
| ------------------ | ---------------------------------------- | -------------------- | --- |
| Global K-pop Chart | streaming                                | 200                  | - Datos de streaming de K-pop a nivel mundial                                                              |
| Digital Chart      | streaming + descargas + background music | 200                  | - Lista estándar de popularidad de canciones en Coreal del Sur                                             |
| Streaming Chart    | streaming                                | 200                  | - Volumen de streaming en Corea del Sur - Uno de los tres componentes de la Digital Chart                  |
| Download Chart     | descargas                                | 200                  | - Volumen de descargas en Corea del Sur - Uno de los tres componentes de la Digital Chart                  |
| BGM Chart          | background music                         | 200                  | - Volumen de ventas de background music en Corea del Sur - Uno de los tres componentes de la Digital Chart |

### Álbumes
| Título             | Número de posiciones | Metodología                                                                                              |
| ------------------ | -------------------- | --- |
| Album Chart        | 100                  | - Volumen de distribución de álbumes (Casete, LP, CD, USB, KiT, plataformas de álbum, etc.)              |
| Retail Album Chart | 50                   | - Ventas totales de álbumes en tiendas minoristas (Casete, LP, CD, USB, KiT, plataformas de álbum, etc.) |

### Otras listas
| Título             | Número de posiciones | Metodología                                                          |
| ------------------ | -------------------- | -------------------------------------------------------------------- |
| Singing Room Chart | 200                  | - Número de veces que se reprodujo una canción en noraebang          |
| Bell Chart         | 100                  | - Ranking de tonos de llamada de operadores móviles en Corea del Sur |
| Ring Chart         | 100                  | - Ranking de tonos de llamada de operadores móviles en Corea del Sur |

## Lista de redes sociales
La Gaon Social Chart es una lista semanal que clasifica a los cincuenta artistas de K-pop más populares sobre la base de datos de YouTube, TikTok, Mubeat y Mycelebs.
La Gaon Weibo Chart fue una lista semanal que clasificaba a los diez grupos de K-pop más populares y a los treinta solistas más populares en China, usando datos de Weibo.

## Certificaciones
En abril de 2018, la Asociación de Industria de Contenidos Musicales de Corea introdujo las certificaciones musicales para álbumes, descargas y streaming. Las certificaciones de álbumes se otorgan basándose en datos de distribución provistos por las discográficas y los distribuidores. Las certificaciones por descargas y streaming se otorgan a canciones con base en datos en línea facilitados por proveedores de música en línea. Los álbumes y canciones publicados a partir del 1 de enero de 2018 son elegibles para recibir certificaciones.

## Premios
- Circle Chart Awards